# Pu Csiang
Pu Csiang (Bu Jiang) a félig legendás Hszia (Xia)-dinasztia 11. uralkodója, aki 59 évig (kb. i. e. 1980-1920) uralkodott.

## Származása, családja
Pu Csiang (Bu Jiang) Hszia Hszie (Xia Xie) fia, Mang király unokája és Hszia Csiung (Xia Jiong) fivére volt. Házastársa neve ismeretlen. Fia a Hszia (Xia)-dinasztia 14. uralkodója, Kung Csia (Kong Jia) volt, unokaöccse pedig a dinasztia 13. uralkodója, Hszia Csin (Xia Jin).

## Élete
Életéről, akárcsak a legtöbb Hszia (Xia) uralkodónak az életéről meglehetősen kevés információt tartalmaznak a források. A korai történeti művek általában csak szűkszavú, a legfontosabb eseményekre koncentráló, kronologikus felsorolást tartalmaznak. Pu Csiang (Bu Jiang) uralkodása idején a Bambusz-évkönyvek szerint a következők történtek:
- Uralkodása 6. évében megtámadta a csiujüan (jiuyuan) 九苑 törzset.[1]
- Uralkodása 35. évében a vazallus Jin (Yin) 殷 állam megsemmisítette a pi népet (pi-si (pishi) 皮氏).[2]
- Uralkodása 59. évét követően öccse, Csiung (Jiong) 扃 követte a trónon.[3] A történetíró feljegyzései szerint, ekkor hunyt el (peng (beng) 崩).[4]